# Barco-dragão

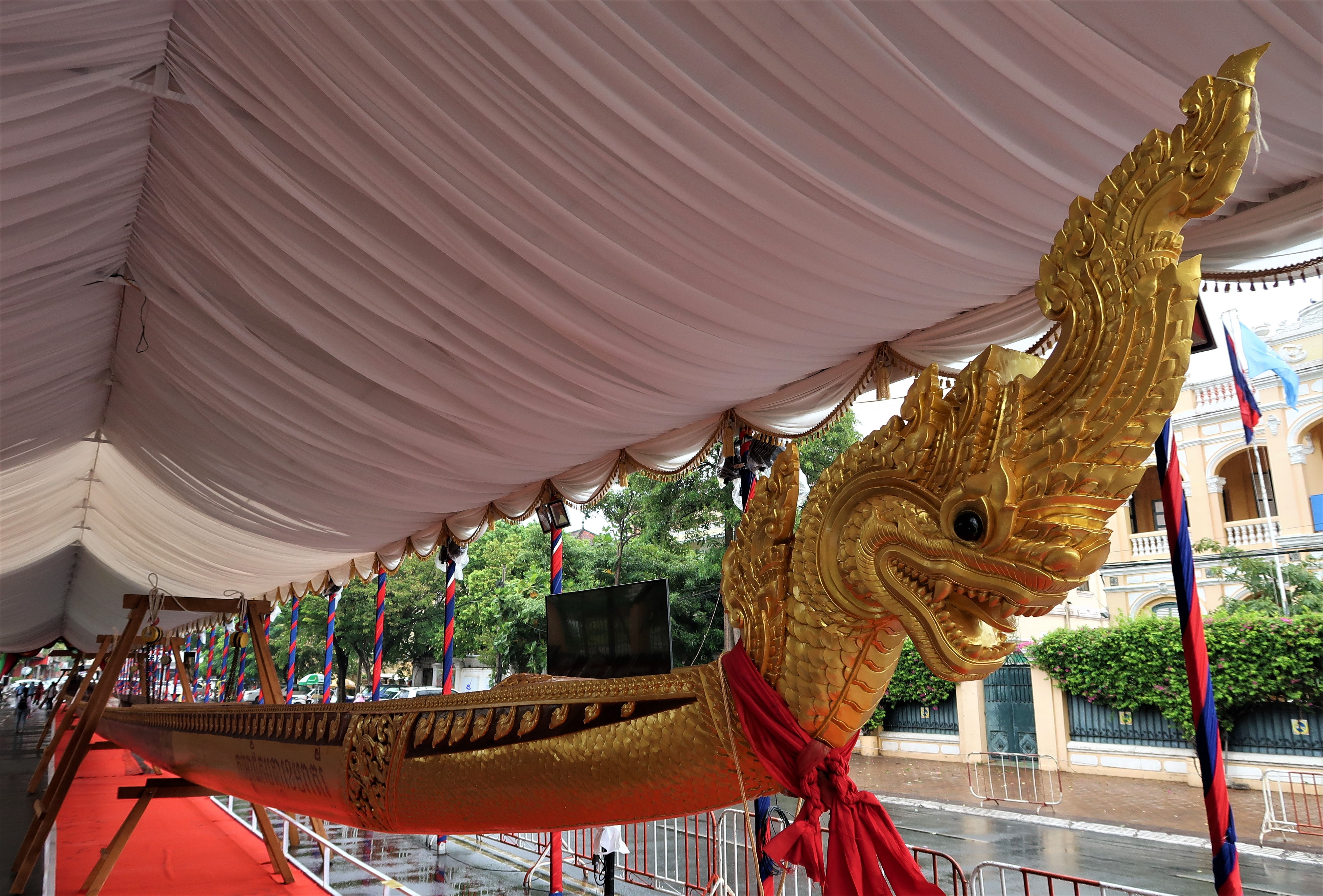
O mais longo barco-dragão (Kambojika Putta Khemara Tarei) em exibição ao lado do Palácio Real de Phnom Penh, Camboja.

Um barco-dragão é uma embarcação movida a tração humana, originária da região do Delta do Rio das Pérolas, província de Guangdong, no sul da China. Barcos-dragões eram feitos de teca, mas em outras partes da China são utilizados diferentes tipos de madeira. É parte de uma família de barcos a remo tradicionais, encontrados em toda a Ásia, África, Ilhas do Pacífico e Porto Rico. O esporte das corridas de barcos de dragão tem suas raízes em um antigo ritual folclórico de aldeões rivais, que remonta a 2 000 anos no sul da China e ainda mais aos jogos originais de Olímpia na Grécia antiga. As corridas de barcos de dragões e a antiga Olimpíada incluíam aspectos de observâncias religiosas e celebrações da comunidade, além de competições.
Na sua origem está a celebração da morte de um grande poeta e diplomata: Qu Yuan, que viveu no período dos Sete Reinos Combatentes (475-221 a.C.).
Depois de ter apoiado uma deslocação do imperador a um reino vizinho, enquanto conselheiro real, que foi malsucedida, Qu Yuan retirou-se para a sua terra natal, onde se suicidou atirando-se ao rio Mek Lo.
Quando os barcos que o iam resgatar se aproximavam do corpo, os remadores atiraram bolinhos de arroz — zonzi — para saciar os monstros marinhos, ao mesmo tempo que batiam com os remos para os afugentar. O barco simboliza o dragão que representa a virilidade, o vigor, a fertilidade; é um ser benéfico, apanágio dos deuses.
Desde então, que estas festividades têm sido associadas a outras celebrações.